# العلاقات الآيسلندية اللاوسية
العلاقات الآيسلندية اللاوسية هي العلاقات الثنائية التي تجمع بين آيسلندا ولاوس.

## مقارنة بين البلدين
هذه مقارنة عامة ومرجعية للدولتين:
| وجه المقارنة                                              | آيسلندا          | لاوس        |
| --------------------------------------------------------- | ---------------- | ----------- |
| المساحة (كم2)                                             | 103.00 ألف       | 236.80 ألف  |
| عدد السكان (نسمة)                                         | 317.35 ألف       | 6.86 مليون  |
| الكثافة السكانية (ن./كم²)                                 | 3.08             | 28.97       |
| العاصمة                                                   | ريكيافيك         | فيينتيان    |
| اللغة الرسمية                                             | اللغة الآيسلندية | اللغة اللاو |
| العملة                                                    | كرونة آيسلندية   | كيب لاوي    |
| الناتج المحلي الإجمالي (بليون دولار)                      | 23.91 مليار      | 16.85 مليار |
| الناتج المحلي الإجمالي (تعادل القوة الشرائية) بليون دولار | 15.79 مليار      | 38.71 مليار |
| الناتج المحلي الإجمالي الاسمي للفرد دولار أمريكي          | 50.17 ألف        | 1.82 ألف    |
| الناتج المحلي الإجمالي للفرد دولار أمريكي                 | 46.55 ألف        |             |
| مؤشر التنمية البشرية                                      | 0.899            | 0.575       |
| رمز المكالمات الدولي                                      | +354             | +856        |
| رمز الإنترنت                                              | .is              | .la         |
| المنطقة الزمنية                                           | 00، أوروبا/لندن ‏ | ت ع م+07:00 |

## منظمات دولية مشتركة
يشترك البلدان في عضوية مجموعة من المنظمات الدولية، منها:
| علم المنظمة | اسم المنظمة                        | تاريخ انضمام آيسلندا | تاريخ انضمام لاوس |
| ----------- | ---------------------------------- | -------------------- | ----------------- |
|             | مؤسسة التنمية الدولية              | 19 مايو 1961         | 28 أكتوبر 1963    |
|             | يونسكو                             | 8 يونيو 1964         | 9 يوليو 1951      |
|             | وكالة ضمان الاستثمار متعدد الأطراف | 25 سبتمبر 1998       | 5 أبريل 2000      |
|             | الأمم المتحدة                      | 19 نوفمبر 1946       | 14 ديسمبر 1955    |
|             | البنك الدولي للإنشاء والتعمير      | 27 ديسمبر 1945       | 5 يوليو 1961      |
|             | منظمة حظر الأسلحة الكيميائية       | ?                    | ?                 |
|             | مؤسسة التمويل الدولية              | 20 يوليو 1956        | 29 يناير 1992     |
|             | منظمة الشرطة الجنائية الدولية      | ?                    | ?                 |

## وصلات خارجية
- موقع وزارة الخارجية الآيسلندية
- موقع وزارة الخارجية اللاوسية